# Cykasy
Cykasy (Cycadopsida) tvoří souhrnnou třídu pro všechny cykasy – chráněné nahosemenné rostliny z oddělení cykasorosty (Cycadophyta). V současnosti je popsáno nejméně 303 druhů
těchto rostlin, které patří mezi nejstarší živé organismy na světě. Objevily se již v období prvohorního karbonu na území tehdejší Laurasie a v průběhu druhohorní jury se rozšířily do celého světa. Cykasy zejména v průběhu druhohorní éry dominovaly v rostlinné říši podobně jako dinosauři v živočišné a spolu s nimi také většina vyhynula na konci druhohor. Vyznačují se řadou archaických rysů, a jsou proto tradičně považovány za živoucí fosilie; to je však nesprávně, protože historie recentních druhů sahá maximálně do svrchního miocénu. Cykasy mohou žít velmi dlouho. Délka života některých starých jedinců v Asii se odhaduje až na 1100 let a je pravděpodobné, že mohou žít i podstatně déle.
Cykasy se na první pohled podobají podsaditým palmám, se kterými ovšem nemají nic společného. Jako nahosemenné mají blíže k jehličnanům. Podobně jako jehličnany také vytvářejí šištice, které jsou největší v rostlinné říši.
Cykasy se díky atraktivnímu vzhledu, vzácnosti i vysoké ceně staly kultovními rostlinami a předmětem zájmu sběratelů.

## Botanická charakteristika

### Anatomie
Cykasy jsou současné i fosilní dřeviny, vzhledem připomínající palmy. Jsou většinou stálezelené, několik druhů je však opadavých v období sucha (např. Encephalartos poggei). Jedná se o dvoudomé rostliny, existují u nich tedy samčí a samičí rostliny s rozdílnými šišticemi.

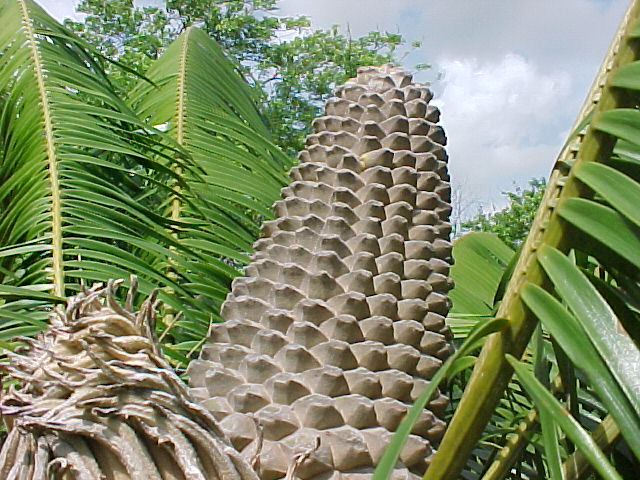
Šištice na stromu Microcycas calocoma měří až 90 cm

Listy jsou velké, do tří metrů dlouhé, výjimečně až 7 metrů u druhu Encephalartos laurentianus, kožovité, jednou nebo zřídkakdy dvakrát (Bowenia) zpeřené a nahlučené ve vrcholovém chocholu podobně jako u palem. V mládí jsou circinátně stočené podobně jako listy kapradin. Často jsou tak tvrdé, že mohou být omylem považovány za tvrdý plast. U „modrých“ cykasů, což je skupina druhů z rodu píchošů (Encephalartos), mají listy atraktivní namodralou barvu (Encephalartos lehmannii nebo pichlavé druhy Encephalartos trispinosus či Encephalartos horridus aj.).
Hlavní kořen je kůlovitý až řepovitý, s mnoha postranními, dichotomicky větvenými kořínky a směrem vzhůru rostoucími tzv. korálovitými kořeny. Ty jsou raritou cykasů. Křehké korálovité kořeny rostou v symbióze se sinicemi rodů Nostoc nebo Trichormus, jež dokáží „dýchat“ – vázat – vzdušný dusík, což jim umožňuje získávat tento prvek v místech s chudou půdou. Tato část symbiotických kořenů roste odspodu nahoru a u starších rostlin vystupuje na povrch kolem rostliny. Sinice také produkují neurotoxin beta-methylamino-L-alanin (BMAA), který se ukládá v semenech.

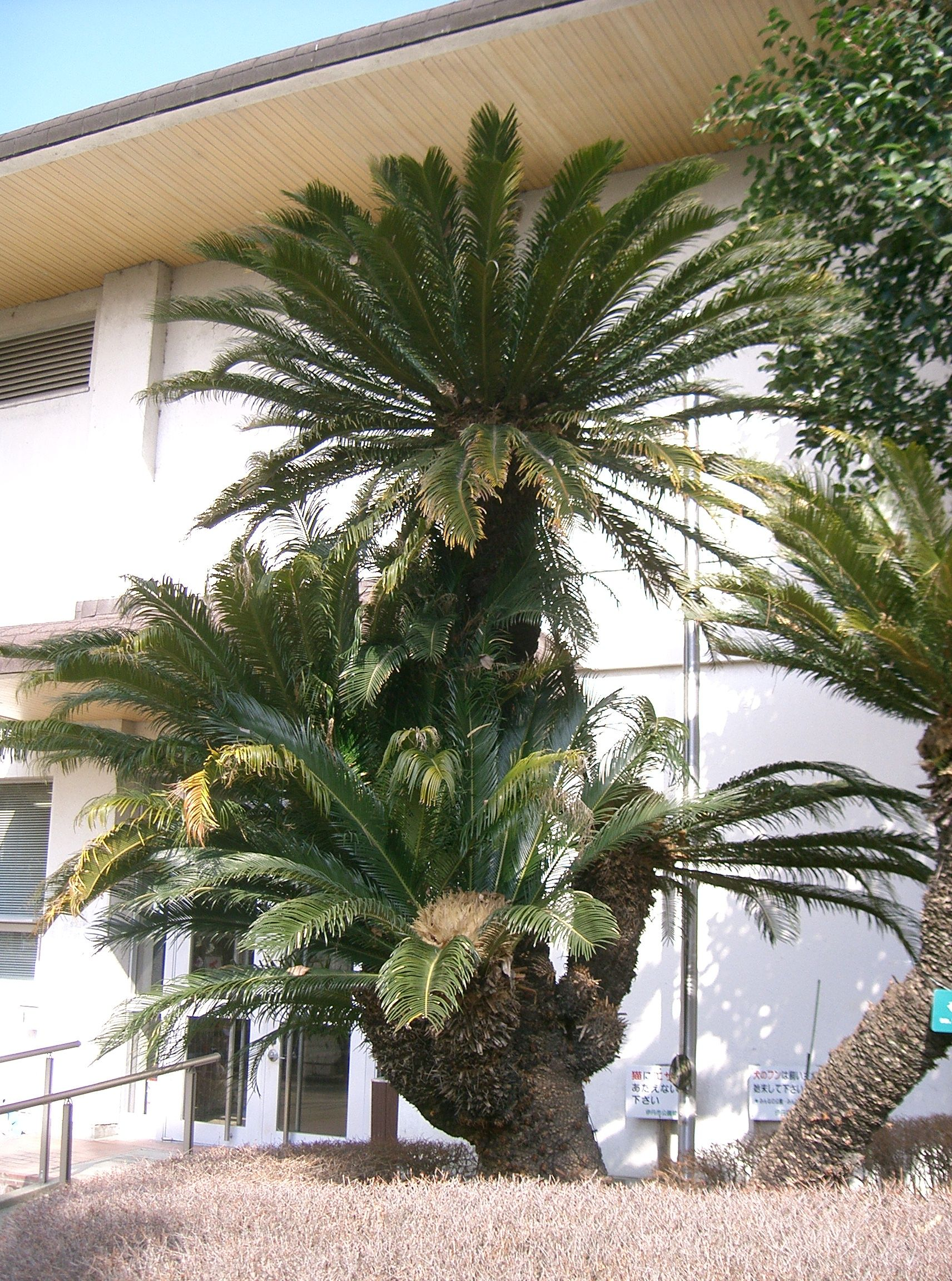
Větvený kmen cykasu japonského

Kmen je zpravidla rovný, nadzemní (cykas indický) i podzemní (keják trpasličí), u podzemních zpravidla rozvětvený. Větvení je možné i u většiny starších rostlin s nadzemním kmenem, nicméně méně obvyklé než např. u jehličnanů. Kmen někdy bývá pokryt zaschlými zbytky starých listů. Obzvláště u australských cykasů bývá odolný proti ohni. Tyto rostliny jsou navyklé na ohoření svrchní vrstvy a všech listů. U všech cykasů je pozorován zvláštní fenomén, kdy při ohni smrští kořen a zasunou část kmene pod zem. Některá místa na kořenu při tom zkolabují a objeví se na nich „vrásky“. Cykasy s podzemním kmenem mají tuto schopnost i u kmene.
Největším druhem cykasu je Lepidozamia hopei, který roste v Austrálii a dosahuje výšky až 20 m. Mezi další obří cykasy patří Dioon spinulosum a Encephalartos transvenosus. Stromem s nejtlustším kmenem je Macrozamia dyeri a Encephalartos laurentianus, jejichž průměr dosahuje až 1 metru. Naopak nejmenší je kubánský keják trpasličí (Zamia pygmaea) s listy 30–70 cm dlouhými a větvenými podzemním kmeny, každým 2–4 cm širokým.
Pohlavní orgány jsou neseny na šišticích, pouze samičí orgány rodu cykas na volných spirálovitě uspořádaných přetvořených listech (tzv. megasporofylech):
- Samčí pohlavní orgány jsou u všech druhů cykasů neseny na mikrosporofylech uspořádaných v šišticích. Mikrosporofyl nese zespodu vícero skupin tzv. mikrosporangií (váčků s pylem) obsahujících monokolpátní pylová zrna.
- Samičí pohlavní orgány mají tři možnosti uspořádání:

– volně: semena jsou u rodu cykas neseny na tzv. megasporofylech, přetvořených listech, vyrůstajících relativně volně ve šroubovici a ukončených sterilním zbytkem listu (viz foto u Cycas circinalis. Tento způsob uspořádání semen nejvíce odpovídá vyhynulým kapraďosemenným rostlinám, a proto je rod cykas mezi cykasy považován za vývojově nejstarší;
– hlávka: pevně sevřené megasporofyly do podoby „hlávky“ v pseudošištici u menší skupiny druhů v rodu cykas (včetně Cycas revoluta), viz titulní fotografie tohoto článku;
– šištice: všechny ostatní čeledi nesou pohlavní orgány v šišticích, tvořených megasporofyly zakončenými štítkovitou destičkou. Ta je kryje zvenku a vytváří samičí šištice. Ve spodní části megasporofylu nebo zespodu štítků jsou nesena 2 nebo více veliká vajíčka.
Šištice cykasů jsou velmi efektním orgánem, dorůstajícím až metrové velikosti. Jsou tedy největšími v rostlinné říši. Ve spojení s jejich zářivou barvou u některých druhů vznikají výjimečně barevné rostliny (např. Encephalartos ferox s jasně červenooranžovými šišticemi). Velké rozměry a často jasné barvy, tedy prvky znásobující viditelnost šištic se semeny, odpovídají jejich způsobu opylování a rozšiřování. Opylování v přírodě je vázáno na specifické druhy brouků, rozšiřování semen pak často v trusu zvířat.

### Rozmnožování

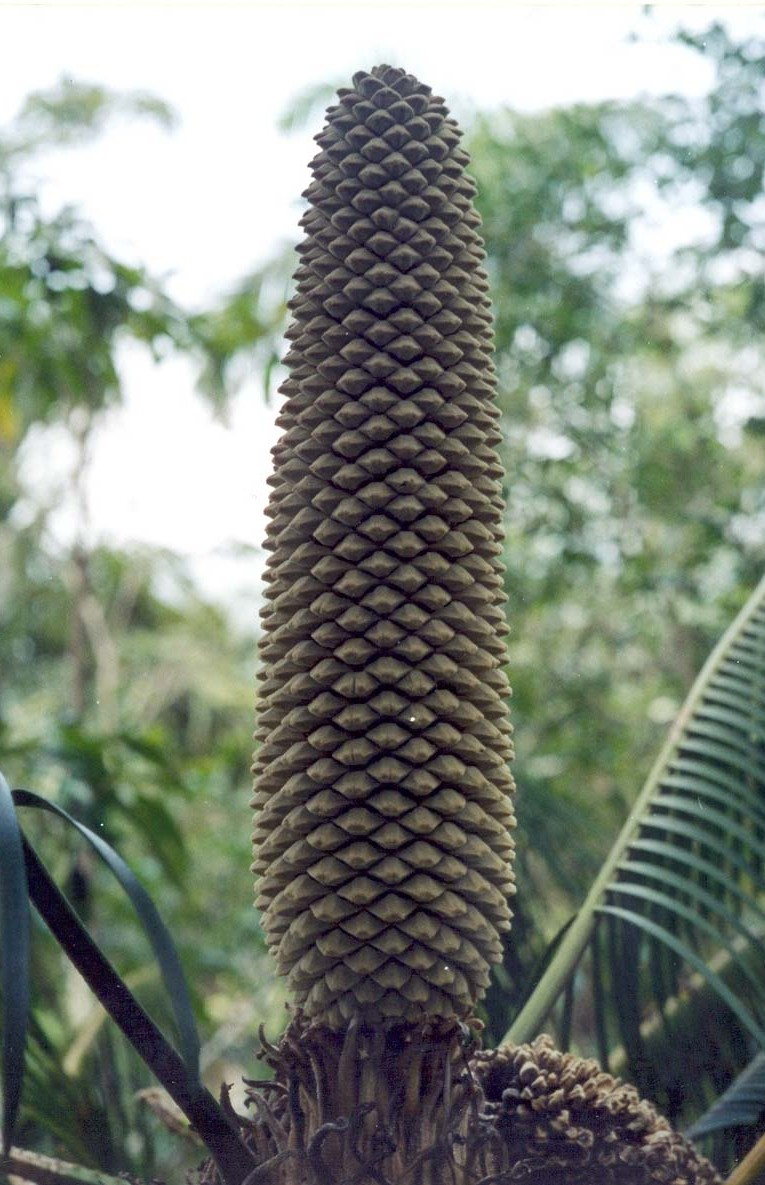
SAMEC: Zralá a již lehce rozevřená samčí šištice mikrocykasu

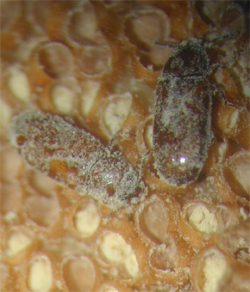
Brouk Pharaxonotha esperanzae na mikrosporangiích v šištici mikrocykasu, které opyluje. Dorůstá velikosti až 3,9 × 1,4 mm.

Samčí rostlina vytváří šištice, které vysílají pyl, ze kterého vznikají spermatozoidy s bičíky. Jak šištice, tak i spermatozoidy jsou největší mezi rostlinami. Vedle jinanu dvoulaločného jsou navíc cykasy jedinou semennou rostlinou s pohyblivým spermatozoidem. Toto „sperma“ dosahuje obrovských rozměrů a u největších z nich je rekordmanem jak v rostlinné, tak i v živočišné říši. Největší je u kejáku Roezlova (Zamia roezlii), kde je spermatozoid velikosti 0,4–0,5 mm rozeznatelný pouhým okem. Spermatozoid kejáku Roezlova má 40 000 pohyblivých bičíků (cilia), jejichž pulzování umožňuje spermatozoidu aktivně se přiblížit k vajíčku.

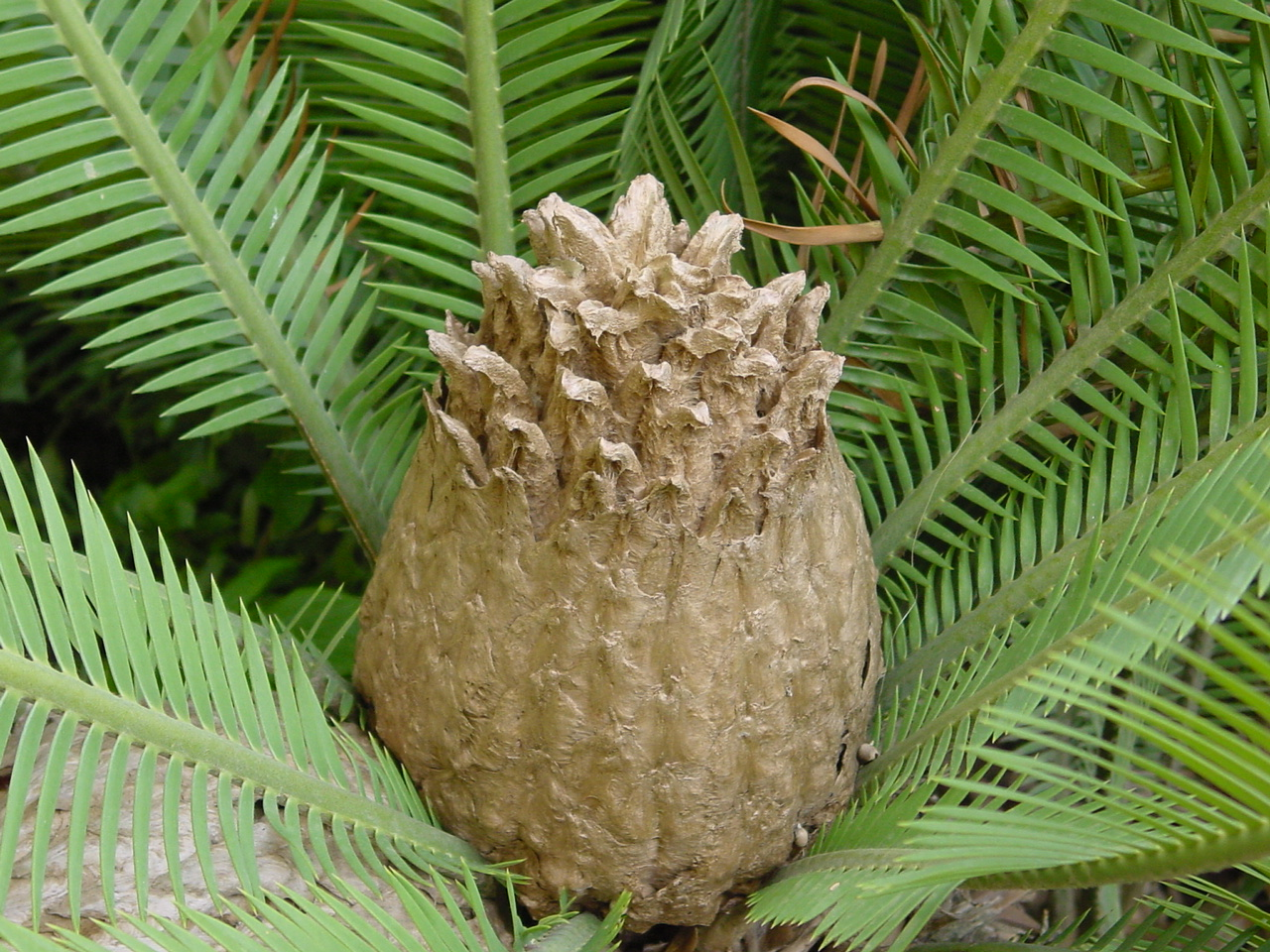
SAMICE: Samičí šištice mexického diónu jedlého (Dioon edule)

Samičí rostlina vytváří buď šištice, nebo u rodu cykas různou měrou volné megasporofyly (viz hlavní fotografie nahoře vpravo). Rozeznat od sebe samce a samici cykasů není bez šištic na pohled možné. Botanikům navíc šištice umožňují odlišit od sebe některé jinak velmi podobné druhy. Samičí rostlina vytváří obvykle jen jednu samičí šištici či sadu megasporofylů se dvěma nebo více vajíčky na každém megasporofylu. Pohlavní chromozomy cykasů nejsou jednoznačně popsány.
Cykasy se rozmnožují semeny, případně i oddělením kmenových výhonků. Některá semena plavou a mohou se rozšiřovat přes moře, některé vnitrozemské druhy mají jedlý obal (sarcotesta), který slouží jako potrava pro zvířata. Ta pak semena rozšiřují trusem.
Semena cykasů rychle ztrácejí klíčivost a nelze je sušit ani delší dobu skladovat.
Doba, v níž cykasy dosahují pohlavní zralosti, se značně liší druh od druhu. Zpravidla platí, že menší cykasy, především karibské druhy Zamia, dozrávají podstatně dříve než stromové cykasy, přičemž samčí rostliny obvykle dosahují zralosti dříve než samičí. Šištice se na rostlinách druhu Zamia integrifolia mohou objevit již ve třech letech, zatímco na druhu Microcycas calocoma až v 15 letech. Tato doba se prodlužuje, pokud rostlina neroste ve vhodných podmínkách. Národní botanická zahrada Belgie si tak není ani po 180 letech jista pohlavím jednoho ze dvou stromů Encephalartos altensteinii, který dosud neměl šištice. Věk tohoto cykasu je přitom odhadován až na 300 let.
Výhonky na starších kmenech obvykle zůstávají během života rostliny malé a pasivní a k jejich růstu dochází zpravidla až po poškození hlavní rostliny. Zdá se tedy, že cykasy jsou vybaveny jakousi pojistkou pro případ zranění. To umožňuje pěstitelům tyto přírůstky odebírat a dále rozmnožovat.
Opylení je v přírodě vázáno především na specifické druhy brouků. Možnost opylení větrem, zmiňovaná ve starší literatuře, byla ve většině případů vyvrácena, a pokud k němu někdy dojde, pak pouze náhodně, i když ne všechny cykasy jsou dobře prozkoumány. Výzkumy naznačují překvapivou specializaci jednotlivých druhů cykasů na konkrétní druhy brouků. Například kubánský druh Microcycas calocoma je opylován broukem Pharaxonotha esperanzae, druh keják otrubnatý je opylován nosatcem Rhopalotria mollis (Sharp) a druh Zamia integrifolia broukem Pharaxonotha zamiae (Blake). Australský rod bowenie je opylován rodem nosatců Miltotranes, zatímco také australskou Lepidozamia peroffskyana opylují nosatci Tranes. Ti žijí v samčích šiškách a v době jejich zrání hromadně migrují na šištice samic.
Opylování brouky Languriidae, u kterých je potvrzen velmi starý původ (200 mil. let), je známo z Asie, Ameriky i Austrálie. Silná podobnost mezi jednotlivými opylovacími systémy napříč kontinenty naznačuje, že způsob opylování se stabilizoval dlouho před rozpadem superkontinentu Pangea. V zajetí je možné umělé opylení, pyl vzácnějších druhů bývá v komerčním prodeji. Opylení se obvykle provádí přesným vefukováním pylu, případně vléváním vody s rozmíchaným pylem do spár zralé samičí šištice.

### Jedovatost
Cykasy v minulosti byly a stále jsou zdrojem potravy pro domorodce, kteří připravují placky ze škrobovitého středu kmene (tzv. ságo), případně semen. Je známo i kvašení pro výrobu alkoholických nápojů v Africe a v Japonsku, kde se na souostroví Rjúkjú z cykasu japonského vyrábí zvláštní saké, které je ovšem mírně jedovaté. Z americké Zamia integrifolia se v 19. století průmyslově vyráběl škrob, což ji dovedlo na pokraj vyhynutí.
Všechny části cykasů jsou jedovaté a otrava cykasy může být i smrtelná. Sinice v kořenech cykasů totiž produkují neurotoxin beta-methylamino-L-alanin, který se ukládá v semenech. Dalším jedem, který produkují všechny cykasy, je cykasin. Před konzumací potravy z cykasů je proto zapotřebí značné úpravy, propírání či fermentace, která vyplaví toxiny.
Vědci nyní studují dlouhodobý vliv pojídání nedostatečně upravené potravy z cykasů na atypická nervová a jiná onemocnění některých komunit. Nebezpečné je zejména přímé pojídání rostlin, zejména vnitřku semen po „vypeckování“. Známé otravy způsobují selhání jater a ledvin případně některá nervová onemocnění.
U dobytka v Austrálii je známá další otrava cykasy – nevratné ochrnutí končetin po spasení listů či semen některých druhů makrozamií (tzv. zamia staggers).

### Evoluce

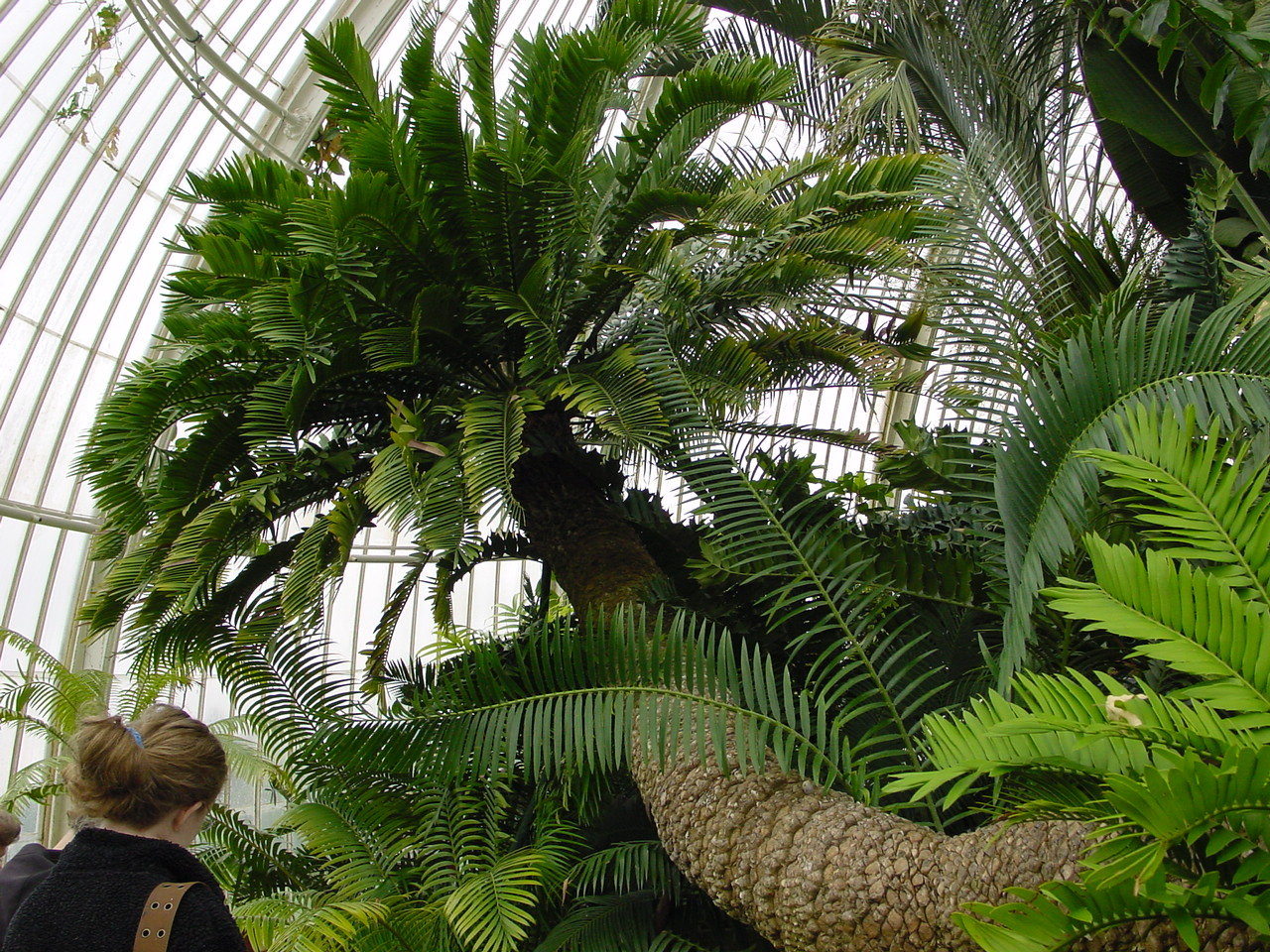
Pravěk ve skleníku – stará rostlina afrického cykasu Encephalartos altensteinii byla do londýnského skleníku Kew přesazena v roce 1775

Cykasy jsou vývojově nejstarší žijící semenné rostliny na světě. Jsou známy jako živoucí fosilie, tedy rostliny známé ze zkamenělin, málem vymřelé a s řadou prehistorických rysů přežívajících do současnosti. I proto jsou, vedle kapradin, přesliček a blahočetů, základem pravěkých sekcí řady botanických zahrad. V České republice, kde ostatně cykasy dříve také rostly, má bohatou pravěkou sekci Botanická zahrada Liberec.

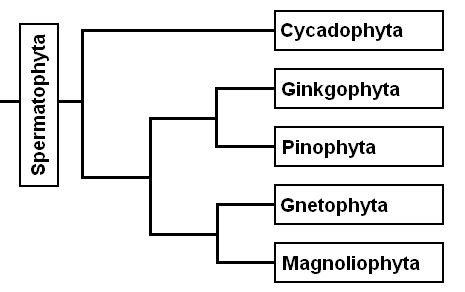
Fylogenetický strom ukazuje cykasorosty jako nejstarší semenné rostliny, které s mladšími jinany (Ginkgophyta) sdílejí pohyblivé spermatozoidy, u jehličnanů (Pinophyta) již chybějící. K palmám, řadícím se mezi krytosemenné (Magnoliophyta), již mají velmi daleko

Za předchůdce cykasů jsou obvykle udávány vyhynulé kapraďosemenné rostliny, které jsou jim vývojově nejbližší, po nich naopak vznikly jinany a jehličnany. Cykasům podobné rostliny, či dokonce přímo cykasy jsou poprvé známy z triasu, z doby kolem 230 mil. let. Podobné rostliny existovaly již dříve, nicméně není jasné, zda se jednalo o jejich předchůdce. Největší rozmanitosti dosáhly v období triasu a hlavně v juře, kdy spolu s jinany a dalšími nahosemennými dominovaly tehdejší flóře a tvořily až 20 % všech rostlin. Unikátní objevy z barmského jantaru prokázaly, že opylovači cykasů byli v období přelomu rané a pozdní křídy (asi před 99 miliony let) brouci z čeledi Boganiidae.
Pravděpodobné fosílie řádu Cycadales jsou známy ze všech kontinentů (např. rody Nilssonia, Ctenis a Pseudoctenis). Z křídy je známý fosilní druh Sanchucycas gigantea, jehož obří kmen byl nalezen v Japonsku a který patřil k největším druhům cykasů, byť nalezené zkamenělé cykasy byly obvykle štíhlejší a menší než současné. Ve vrchní křídě a na přelomu křídy a třetihor mnoho rodů a druhů cykasů vymřelo. Naopak vyhynulý řád Bennettitiales, dříve považovaný za cykasotvarou rostlinu, dnes do této skupiny již řazen nebývá.

### Taxonomie

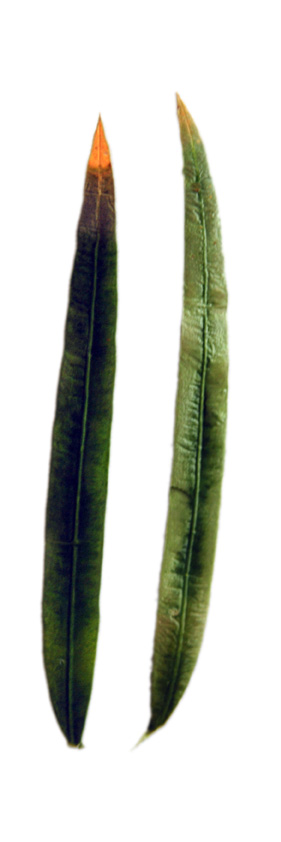
Lístky cykasovitých se středovou žilou (Cycas tansachana)

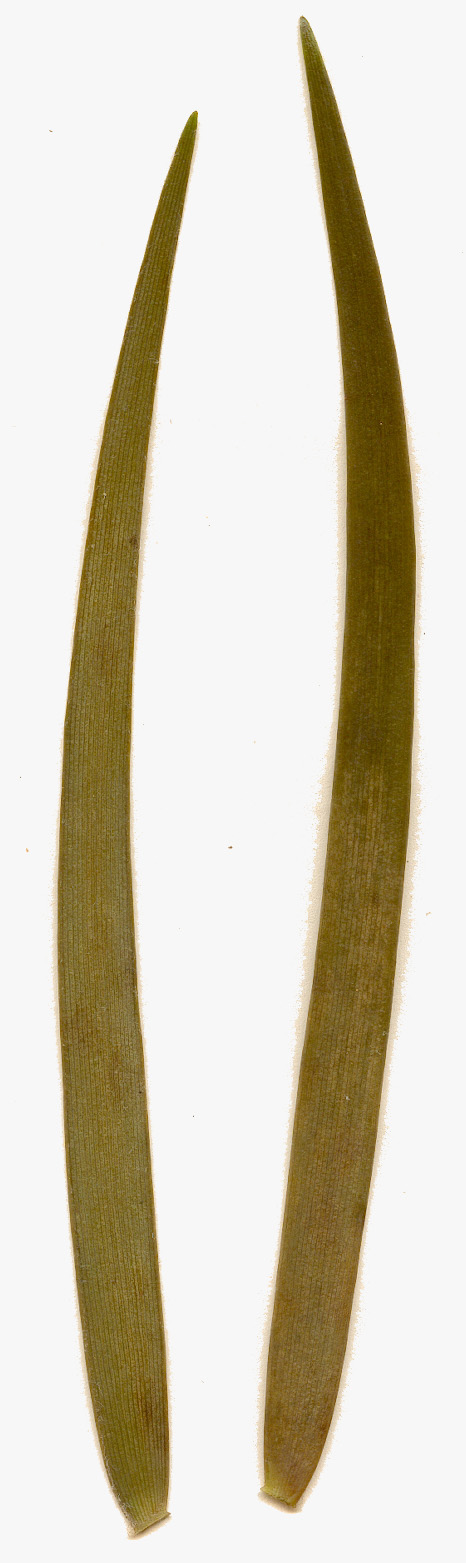
Lístky kejákovitých bez středové žíly (Microcycas calocoma)

Třída cykasy je jedinou v oddělení cykasorosty (Cycadophyta). Dříve se do tohoto oddělení řadily i benetity, dnes se tato skupina vyřazuje, protože je bližší kvetoucím rostlinám.
Z dnes rostoucích cykasů je známo nejméně 303 druhů, z nichž řada byla popsána poměrně nedávno a proces jejich klasifikace dále pokračuje. Od devadesátých let dvacátého století tak přibyla více než stovka nově uznaných druhů. Žijící cykasy se dělí na jediný řád cykasotvaré a jedenáct rodů ve třech čeledích:
1. Cykasovité (Cycadaceae) mají na lístcích středovou žílu a chybí jim boční žilky;
2. Stangeriovité (Stangeriaceae) mají středovou žílu a na ní kolmé boční žilky (s výjimkou Bowenia);
3. Kejákovité (Zamiaceae) nemají středovou žílu, jen četné souběžné žilky (s výjimkou Chigua).[37]

Další druhy cykasů jsou vymřelé a jejich zařazení do této třídy rostlin není zcela jednoznačné. Následující systemizace řádu cykasotvarých (Cycadales), jediného žijícího řádu ve třídě cykasy, pochází z kladistické analýzy Dennise Stevensona z roku 1990, upravené v roce 1992.
Řád: Cykasotvaré (Cycadales)
- Podřád: Cycadineae
  - Čeleď: Cykasovité (Cycadaceae)
    - Podčeleď: Cycadoideae
      -         -           - Cycas. Typ: Cycas circinalis
- Podřád: Zamiineae
  - Čeleď: Stangeriovité (Stangeriaceae)
    - Podčeleď: Stangerioideae
      -         -           - Stangeria. Typ: Stangeria eriopus

    - Podčeleď: Bowenioideae
      -         -           - Bowenia. Typ: Bowenia spectabilis

  - Čeleď: Kejákovité (Zamiaceae)
    - Podčeleď: Encephalartoideae
      - Tribus: Diooeae
        -           - Dioon. Typ: Dioon edule

      - Tribus: Encephalarteae
        - Podtribus: Encephalartinae
          - Encephalartos. Typ: Encephalartos friderici-guilielmi

        - Podtribus: Macrozamiinae
          - Macrozamia. Typ: Macrozamia riedlei
          - Lepidozamia. Typ: Lepidozamia peroffskyana

    - Podčeleď: Zamioideae
      - Tribus: Ceratozamieae
        -           - Ceratozamia. Typ: Ceratozamia mexicana

      - Tribus: Zamieae
        - Podtribus: Microcycadinae
          - Microcycas. Typ: Microcycas calocoma

        - Podtribus: Zamiinae
          - Chigua. Typ: Chigua restrepoi
          - Zamia. Typ: Zamia pumila

## Rozšíření

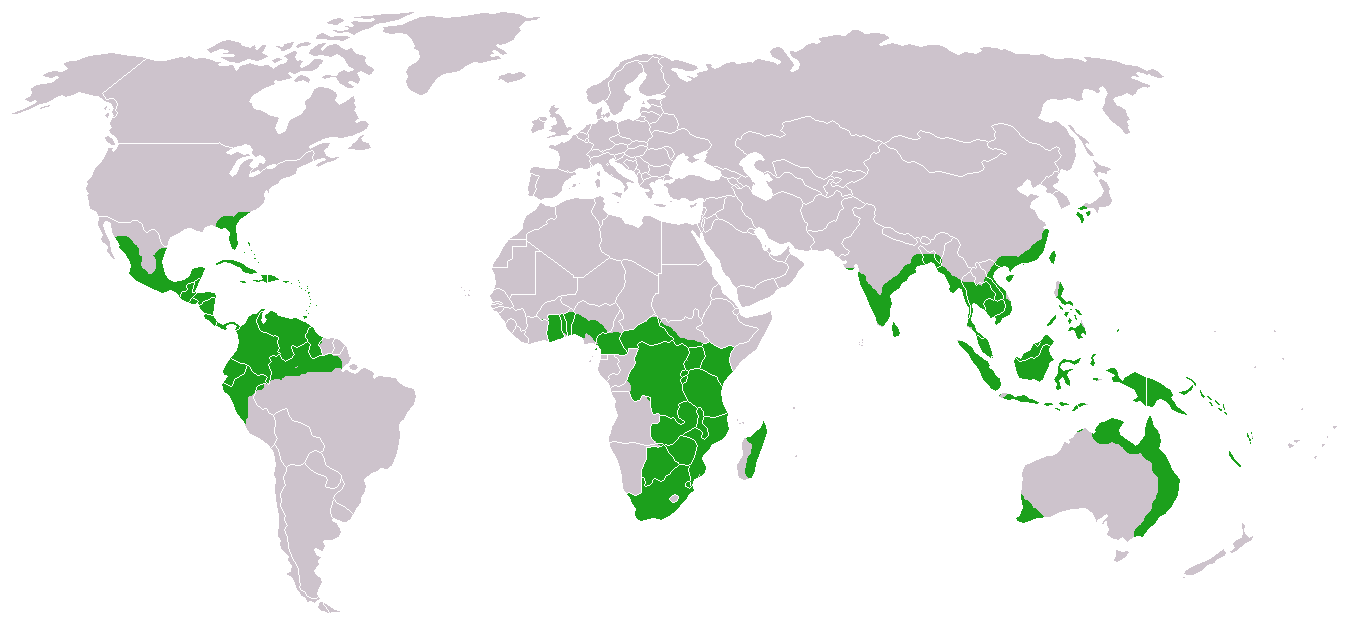
Rozšíření cykasorostů

Cykasy se vyskytují v tropickém pásmu a zasahují až do subtropů, kde některé z nich jsou schopny přežít i teploty pod nulou a hluboké mrazy. Mezi druhy odolné vůči mrazu se řadí např. čínský Cycas panzhihuaensis. V Asii zasahuje nejdále na sever nejznámější rod cykas (východní Čína a Japonsko), v Americe na sever rod keják (Zamia). Nejdále na jih dosahují rody píchoš (Encephalartos, Jižní Afrika) a makrozamie (Macrozamia, Austrálie).

## Cykasy vČesku
Cykasy v minulosti rostly i na území Česka, jak dokazují drobné zlomky zkamenělin ve sbírkách Národního muzea a větší kusy kmenů v Botanické zahradě Liberec, pocházející z Doubravice u Železnice.
Nejstarším českým cykasem je pravděpodobně 300 až 400 let starý Encephalartos altensteinii ve skleníku zámku Lednice. Pochází ze soukromých sbírek Lichtenštejnů. Tento druh cykasů patří k nejstarším skleníkovým rostlinám na světě vůbec, podobně staré lze najít i v belgické Národní botanické zahradě v Meise či londýnském skleníku Kew.
V současnosti největším a na nejvyšší cenu oceněným cykasem v České republice je pravděpodobně 200 let starý cykas indický (Cycas circinalis), který vlastní Botanická zahrada Univerzity Karlovy v Praze (Na Slupi). Tamní vzrostlé stromy byly znaleckým posudkem ohodnoceny každý na 1 000 000 Kč. Jedná se tedy o pravděpodobně nejdražší známé rostliny v Česku. Tyto cykasy jsou zasazeny ve volné zemi a jsou tedy prakticky nepřesaditelné, což ovlivnilo i nedávnou rekonstrukci skleníků, které musely být obestavěny kolem nich. Na Slupi nově roste i mladá rostlinka Stangeria eriopus.

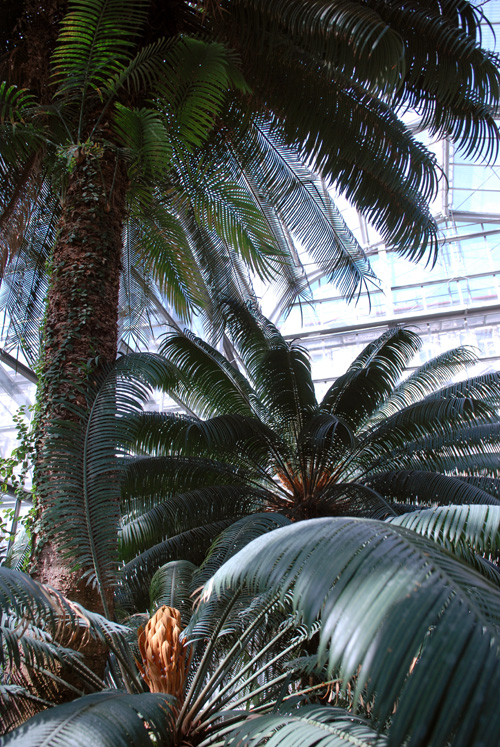
200 let starý cykas indický v Praze Na Slupi. V popředí samičí megasporofyly se semeny, v pozadí další již více rozevřené

Pražský skleník Fata Morgana, který je v majetku nejbohatšího českého města, v poslední době investoval do získání vzácných druhů cykasů. Nově je majitelem extrémně vzácné rostlinky v přírodě takřka vyhynulého Encephalartos latifrons. Jedná se o jeden nejvzácnějších druhů cykasů v českých sbírkách. Zahrada vystavuje i v České republice ojedinělý druh Cycas wadei a řadu mladých rostlin, včetně jediných veřejně dostupných Zamia roezlii a Zamia vazquezii, jediné africké cykasovité rostliny Cycas thouarsii, vzrostlého Dioon merolae či modrého cykasu Encephalartos horridus. Velkou skupinu mladších rostlin vystavuje navíc i o výročních výstavách palem a cykasů. Na rozdíl od jiných skleníků s delší tradicí však Fata Morgana zatím nevlastní žádné velké rostliny.
Vzrostlé rostliny vystavuje Botanická zahrada Liberec, která jediná v České republice má vytvořenu i pravěkou sekci a zajímavý soubor velkých, převážně však běžnějších druhů cykasů. Ovšem liberecký strom Microcycas calocoma, který je v přírodě kriticky ohrožen, je jedním z nejvzácnějších cykasů v českých sbírkách. Liberec vlastní i vzrostlé Encephalartos villosus, Zamia integrifolia, pumila a pygmaea, dále některé vzrostlé běžnější cykasy (Cycas circinalis, Cycas rumphii, Ceratozamia mexicana, Dioon edule) a řadu mladých rostlin (Lepidozamia hopei, Lepidozamia peroffskyana, v Česku ojedinělou sazenici druhu Macrozamia dyeri a jiné makrozamie).
Botanická zahrada Teplice vlastní především mimořádnou skupinu samčích rostlin Encephalartos villosus nejméně sto let starých a celou řadu menších nově získaných sazenic včetně například velké skupiny bowenií či v Česku veřejně nedostupných rostlin Zamia neurophyllidia nebo vzácné Cycas debaoensis a dalších.
Zahrada v Brně představuje mimo jiné i v českých botanických zahradách ojedinělou velkou rostlinu Encephalartos hildebrandtii.
Sbírkové skleníky v Olomouci vlastní velmi staré a pravidelně plodící stromy samic ceratozamie mexické (Ceratozamia mexicana), Ceratozamia mexicana je ve vlastnictví i většiny ostatních českých skleníků.
Bohaté sbírky cykasů v České republice ovšem vlastní soukromí sběratelé, včetně velmi vzácných rostlin rodu Encephalartos a dalších. Jejich sbírky ovšem zatím nejsou otevřeny veřejnosti. Od soukromých sběratelů pochází i řada rostlin v městských a univerzitních sklenících, včetně již zmíněného nejstaršího českého cykasu v Lednici.
V Česku zatím není vůbec zastoupen nejvzácnější Encephalartos woodii, oba druhy čigua (Chigua) a několik dalších vzácných druhů. Většina rostlin se do sbírek dostala po roce 1989 a jedná se obvykle o drobné rostliny mladých cykasů, jejichž získání je finančně dostupnější.
V prodejnách jsou dostupné hlavně cykas japonský (Cycas revoluta) pocházející z Japonska. Tato rostlina se také většině prodejců vybaví pod názvem „cykas“. V některých obchodech lze nicméně zakoupit i druh keják otrubnatý (Zamia furfuracea) z Mexika, nazývaný pro tvrdost listu také chybně „kartonová palma“, a zcela výjimečně i východoasijský cykas Rumpfův (Cycas rumphii). Další, často velmi vzácné druhy lze zakoupit v evropských sklenících a také od českých sběratelů nebo na burzách (například na podzimní burze sukulentů v botanické zahradě UK Na Slupi).

## Pěstování
Cykasy se díky atraktivnímu vzhledu, vzácnosti i vysoké ceně staly kultovní rostlinou a předmětem zájmu sběratelů na celém světě, mezi majitele sbírek se řadí i hvězdy typu Brada Pitta či Davida Bowieho. Jedná se ovšem o náročný koníček, ceny vzácnějších cykasů vypěstovaných ve sklenících se pohybují kolem 9000 Kč za rostlinu velikosti 5 cm. Některé botanické zahrady v bývalých koloniálních mocnostech vlastní cykasy staré kolem 300 let, dovezené při výpravách na kolonizovaná území. Přístupnější veřejnosti se pak staly po výprodejích z královských kolekcí v Británii či Nizozemsku. Určování věku cykasů je však složité, protože tyto stromy nemají letokruhy. U nejdéle žijících rostlin se odhady kromě historických údajů opírají o propočty z počtu jizev po listech a znalostech průměrné rychlosti růstu.

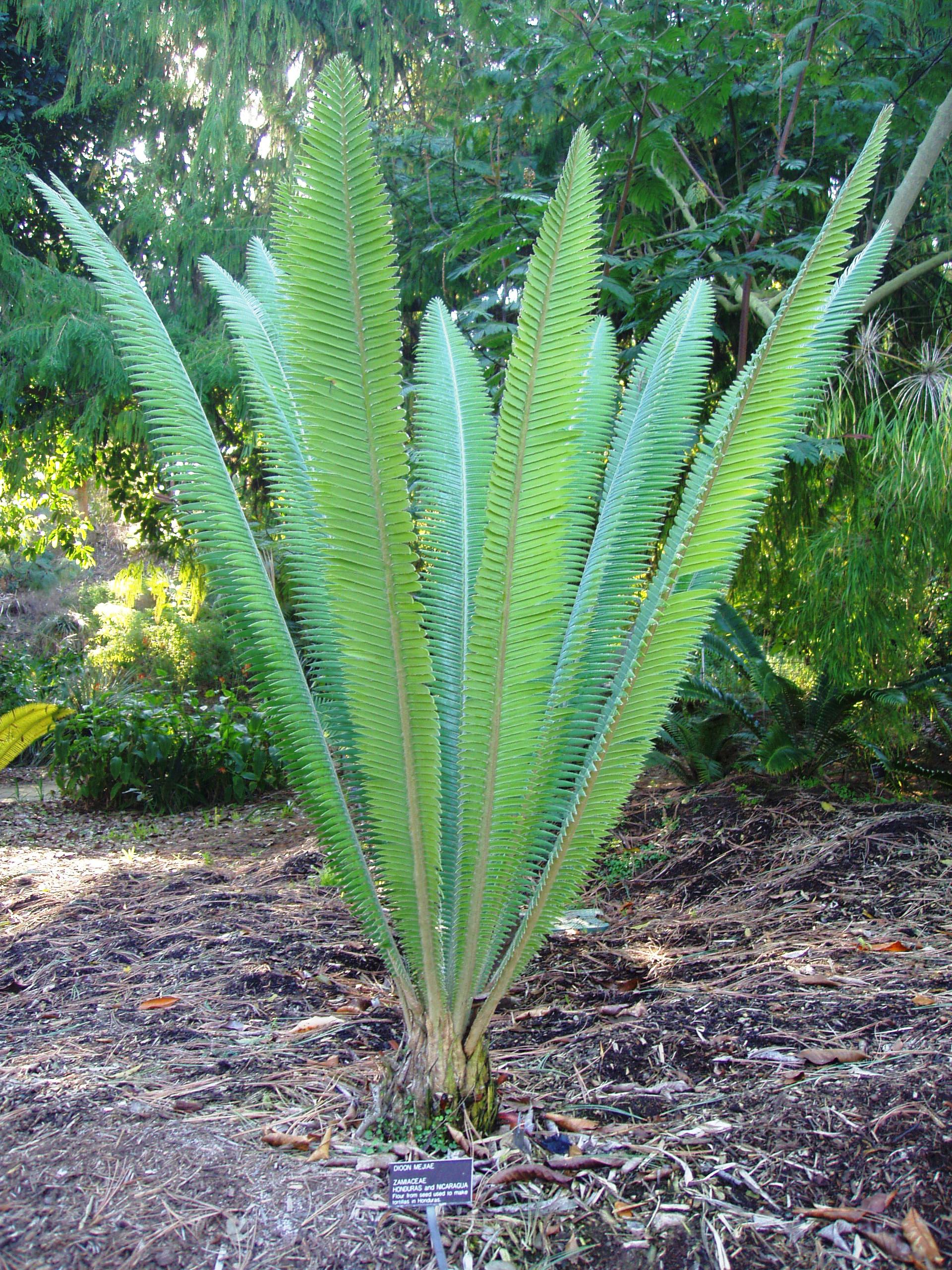
Mladá rostlina středoamerického cykasu Dioon mejiae

Pěstování běžně dostupných cykasů je jednoduché. Rostliny v domácích podmínkách vytvářejí obvykle jednou za rok vrh listů, které rostou ze středu a odvíjejí lístky podobně jako listy kapradin. Vzhledem k hlubokému a mohutnému hlavnímu kořenu jsou doporučovány vysoké květináče, které nemusí být příliš široké, musí ovšem zůstat prostor pro vystoupení korálovitých kořenů na povrch.
Absolutní podmínkou pro pěstování cykasů je prodyšná hlína, kterou voda proteče, zůstane vlhká, ale nikoliv zbytečně dlouho mokrá. Škodí jim přílišné vlhko a zcela zásadně nesnášejí mokro a chlad současně. Nejběžnější příčinou úhynu pěstovaných rostlin je proto uhnití kořene ve vlhkém prostředí, které nebývá zpočátku na rostlině patrné. Hlínu je tedy třeba namíchat s kaménky či jiným hrubým materiálem jako je pemza či perlit, nouzově lze využít prodyšné směsi pro palmy nebo pro kaktusy. Cykasy jsou navyklé na chudou půdu.
U rostlin dochází ke žloutnutí starých listů odspodu a přirůstání shora. Rostlina tak vytváří kmen. Staré listy je možno odstřihnout.
Pro růst je nutné i teplo a světlo – bez nich je obtížné dosáhnout rašení nových listů, což je typický problém v českých podmínkách. Na jaře se proto doporučuje rostliny umístit na teplá a světlá místa, teplo přitom musí být zajištěno i v noci. Naopak by teplo rostlinám nemělo být v zimě, vyhnaly by totiž nové listy již koncem zimy, kdy je nedostatek denního světla.
Cykasy držené v teple ale polostínu vytvářejí protáhlé a často deformované listy (podstatně delší než listy původní), které se po vyzrání a zatvrdnutí již nikdy nezmění, a je možné je tedy odstřihnout. V případě zahájeného rašení nového vrhu listů je proto potřeba rostlinu okamžitě umístit alespoň dočasně na velmi teplé a velmi světlé místo do doby než mladé měkké listy zatvrdnou, poté je možno rostlinu vrátit zpět.

## Ochrana

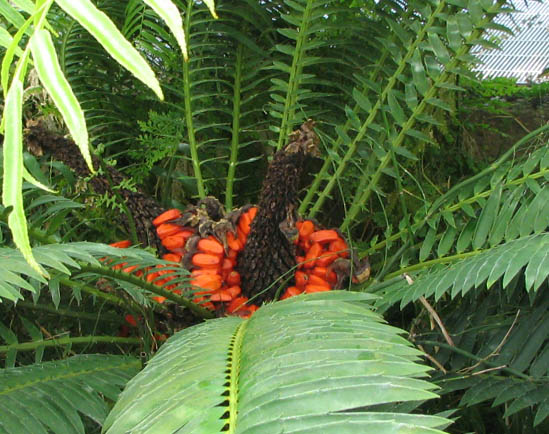
Semena na uzrálé samičí šišce Encephalartos lebombensis

Přežití starobylých cykasů je ohroženo. Jejich počet prudce poklesl především v posledních letech a několik druhů již ve volné přírodě vyhynulo. Prudký pokles počtu cykasů je způsoben jak změnami v jejich přirozeném prostředí, tak i krádežemi rostlin z volné přírody.
- Encephalartos woodii ve volné přírodě vyhynul,[49] ve sklenících přežívá pouze několik samčích rostlin, všechny odebrané jako přírůstky jediného jihoafrického samčího stromu. Neexistují tedy semena.
- Encephalartos latifrons je odkázán na umělé opylení, protože poslední existující rostliny jsou od sebe příliš vzdálené. Nové sazenice rostou extrémně pomalu. Poslední přirozeně vzniklá semena byla nalezena v roce 1925.[50]
- Microcycas calocoma roste ve volné přírodě jen v počtu kolem 600 rostlin.[51]
- Encephalartos brevifoliolatus vyhynul v přírodě a přežívá jen ve sbírkách.[52] Jeho krátká historie je typickou ukázkou osudu cykasů. Druh byl poprvé popsán v roce 1996, kdy bylo nalezeno pět rostlin. Při leteckém průzkumu v roce 2001 objeveno celkem sedm stromů. Při kontrole v roce 2004 byly nalezeny již pouhé dvě a bylo přijato rozhodnutí o jejich přesazení do botanické zahrady. To se ovšem nepodařilo realizovat. Během příprav na stěhování byla jedna rostlina ukradena, druhá byla pytláky rozřezána na části.[52]

- Encephalartos relictus již v přírodě vyhynul.

Všechny cykasy jsou chráněné. 38 % je na Červeném seznamu ohrožených druhů IUCN v kategoriích kriticky ohrožené (CR) nebo ohrožené (EN). Zbylých 62 % je v ostatních kategoriích.

Stupně ohrožení

Všechny cykasy jsou také na seznamech ohrožených druhů CITES, které slouží ke kontrole obchodu s nimi. Část cykasů je na seznamu CITES II, což jsou rostliny jejichž prodej je kontrolovaný, ale obchod se semeny je volný. Následující kriticky ohrožené druhy jsou na hlavním seznamu CITES I, kde kontrole podléhá jak obchod s celými rostlinami, tak i se semeny:
- Cycas beddomei;
- Stangeria eriopus;
- Microcycas calocoma;
- všechny Ceratozamia;
- všechny Chigua;
- všechny Encephalartos.

Zájemci o koupi cykasů samozřejmě najdou obchodníky, kteří mají zajištěn legální prodej těchto rostlin; naprostá většina dnes pochází ze skleníků (viz odkazy níže). V Evropské unii je převoz přes hranice bezproblémový, na rozdíl od dovozu z jiných zemí, odkud je nutné zajistit dokumentaci CITES. I tak černý obchod s cykasy nadále pokračuje.

## Etymologie ačeské názvy

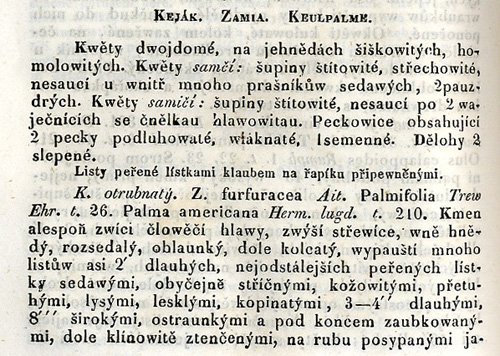
Wšeobecný rostlinopis J. S. Presla z roku 1846 stanovil české názvy nejen cykasům

České názvy cykasů nejsou zcela ustáleny mj. i proto, že tyto rostliny nejsou širší veřejnosti známy a neexistují o nich česky psané publikace. Sami odborníci často používají pouze počeštěné latinské názvosloví, pro veřejnost nesrozumitelné. Jediné dva stabilizované české názvy nesou cykas indický (Cycas circinalis) a cykas japonský (Cycas revoluta). Se zvyšujícím se povědomím o exotických rostlinách v České republice však v poslední době vzniká tlak na obnovu nebo vytvoření nových českých názvů; nejsou příliš známé, nicméně existují.
V případě cykasů česká jména vznikla v 19. století (1846) především díky úsilí Jana Svatopluka Presla, jinak autora i známějších jmen jako např. bledule, kukuřice či kopretina. Tyto názvy uvádí i Ottův slovník naučný ve vydání z roku 1908. Zde jsou použity vždy nejstarší známé názvy, doplněné o nově vytvořené názvosloví užívané botanickými zahradami Liberec (např. bowenie pilovitá, bowenie obdivuhodná) a Univerzity Karlovy Na Slupi (např. dión jedlý), obvykle se opírající o překlad latinských jmen.
Prvním pojednáním o cykasech v češtině byly čtyři stránky ve Wšeobecném rostlinopise z roku 1846. Presl zde pojmenoval i tři z nyní popsaných jedenácti rodů cykasů:
- cykas = Cycas – název kykas značí v řečtině palmu;
- keják = Zamia – odvozeno od kyjovitého tvaru samčí šišky na stonku;
- píchoš = Encephalartos – řada rostlin tohoto druhu má pichlavé listy.

Ve zmíněné knize byly pojmenovány i první druhy cykasů. Například Preslovy názvy „cykas indický“ pro Cycas circinalis a „cykas japonský“ pro Cycas revoluta jsou dnes běžně používány. Další Preslovy názvy nejsou příliš rozšířené. Presl tedy pojmenoval:
- cykas indický (původně indský) (Cycas circinalis);
- cykas japonský (původně žapanský) (Cycas revoluta);
- keják otrubnatý (Zamia furfuracea);
- píchoš hrozný (Encephalartos horridus).
- keják celolistý (Zamia integrifolia) byl pojmenován v roce 1848 v publikaci Počátkowé rostlinoslowí[55] od téhož autora.

Jeden cykas má dokonce jméno po českém botanikovi. Je jím keják Roezlův (Zamia roezlii), kolumbijský druh pojmenovaný po Benediktu Roezlovi. Je považován za jednu z nejprimitivnější zamií a dorůstá výšky až 7 m.

## Seznam druhů
Seznam všech druhů cykasů je pravidelně vydáván ve Světovém seznamu cykasů. Tento seznam byl poprvé publikován v roce 1985 v jihoafrickém časopise Encephalartos a obsahoval tehdy 130 druhů. Tento počet se do současnosti rozrostl na aktuálních 303 druhů. Světový seznam cykasů tvoří i výchozí informaci pro klasifikaci cykasů v Červeném seznamu IUCN.

### Česky
- CHALUPSKÝ, Josef. Nemoc z ostrova Guam a cykasy neplatí?. Vesmír. 1994-04-05, roč. 73, čís. 4, s. 210. Dostupné v archivu pořízeném dne 2008-01-07. ISSN 1214-4029. Archivováno 7. 1. 2008 na Wayback Machine.
- PRESL, Jan Svatopluk. Wšeobecný rostlinopis. Praha: Kronberger & Řiwnáč, 1846. Dostupné online.

### Anglicky
- JONES, David L. Cycads of the World. [s.l.]: Smithsonian Institution Press, 2002. ISBN 1-56098-220-9.
- NORSTOG, Knut J.; NICHOLLS, Trevor J. The Biology of the Cycads. Ithaca, N. Y.: Cornell University Press, 1997. Dostupné online. ISBN 0-8014-3033-X.
- WALTERS, Terrence; OSBORNE, Roy. Cycad Classification Concepts and Recommendations. Wallingford, Velká Británie: CABI publishing, 2004. ISBN 0-85199-741-4.
- WHITELOCK, Loran M. The Cycads. Portland, USA: Timber Press, 2002. ISBN 0-88192-522-5.